# 원군

원군에서의 곱셈은 각도의 덧셈으로 여길 수 있다.

군론에서 원군(圓群, 영어: circle group)은 절댓값이 1인 복소수로 구성된 1차원 리 군이다. SO(2) 또는 U(1)으로 불리며, 폰트랴긴 쌍대성을 발생시킨다.

## 정의
원군 {\displaystyle T}는 다음과 같이 정의할 수 있다.
- 0이 아닌 복소수의 곱셈군 {\displaystyle \mathbb {C} ^{\times }} 가운데, 절댓값이 1인 것들의 부분군 {\displaystyle \{z\in \mathbb {C} ^{\times }\colon |z|=1\}}
- 실수체 위의 2차 특수직교군 {\displaystyle \operatorname {SO} (2;\mathbb {R} )}
- 1차 유니터리 군 {\displaystyle \operatorname {U} (1)}
- 2차원 스핀 군 {\displaystyle \operatorname {Spin} (2)}
- 실수체의 덧셈군의 몫군 {\displaystyle \mathbb {R} /\mathbb {Z} }

이 위에는 1차원 매끄러운 다양체의 구조가 표준적으로 주어지며, 이에 따라 {\displaystyle T}는 1차원 리 군을 이룬다.

## 성질

### 위상수학적 성질
원군은 원 {\displaystyle S^{1}}과 위상동형이다. 따라서, 연결 공간이며, 기본군은 무한 순환군 {\displaystyle \pi _{1}(T)\cong \mathbb {Z} }이다.

### 군론적 성질
원군을 위상군이 아니라 단순한 군으로 간주하자. 원군은 아벨 군이자 나눗셈군이며, 나눗셈군의 구조 정리에 따라 다음과 같은 군의 동형이 존재한다.
{\displaystyle \mathbb {T} \cong \mathbb {Q} ^{\oplus 2^{\aleph _{0}}}\oplus (\mathbb {Q} /\mathbb {Z} )\cong \mathbb {R} \oplus (\mathbb {Q} /\mathbb {Z} )\cong \mathbb {C} ^{\times }}
물론, 리 군으로서는 {\displaystyle \mathbb {T} \not \cong \mathbb {C} ^{\times }}이다.
이에 따라, 원군은 모든 소수 {\displaystyle p}에 대한 프뤼퍼 군을 부분군으로 갖는다. 원군의 계수는 실수의 크기 {\displaystyle 2^{\aleph _{0}}}이며, 꼬임 부분군은 {\displaystyle \mathbb {Q} /\mathbb {Z} }이다. 원군은 정수환 위의 가군으로서 뇌터 가군도, 아르틴 가군도 아니다. (반면, 프뤼퍼 군은 아르틴 가군이지만 뇌터 가군이 아니다.)

### 위상군론적 성질
원군의 부분군 가운데 닫힌집합인 것은 1의 거듭제곱근으로 구성된 순환군들이다. 즉, 구체적으로 다음과 같은 군들이다.
{\displaystyle \operatorname {Cyc} (n)\cong \{z\in \mathbb {C} ^{\times }\colon z^{n}=1\}\subset T}
1차원 이상의 모든 콤팩트 리 군은 원군을 닫힌 부분군으로 갖는다.
원군의 폰트랴긴 쌍대군은 무한 순환군 {\displaystyle \mathbb {Z} }이다.
{\displaystyle \hom(T,T)\cong \mathbb {Z} }
원군의 범피복군은 1차원 유클리드 공간 {\displaystyle \mathbb {R} }이다.

### 표현론적 성질
원군 {\displaystyle T}의 연속 복소수 표현은 다음과 같이 분류된다. {\displaystyle T}의 복소수 기약 표현은 모두 1차원이며, 이들은
{\displaystyle \hom(T,T)\cong \mathbb {Z} }
와 일대일 대응한다. 즉, 정수 {\displaystyle n\in \mathbb {Z} }에 의하여 분류된다.
원군 {\displaystyle T}의 연속 실수 기약 표현들은 두 가지가 있다.
- 1차원 자명한 표현
- 2차원 표현 {\displaystyle \rho _{n}\colon \exp(i\theta )\mapsto {\begin{pmatrix}\cos n\theta &-\sin n\theta \\\sin n\theta &\cos n\theta \end{pmatrix}}}. 이는 복소수 기약 표현에서 복소수 구조를 잊은 것이다. 복소수 기약 표현과 달리, {\displaystyle \rho _{n}}과 {\displaystyle \rho _{-n}}은 실수 표현으로서 서로 동형이며, {\displaystyle n=0}인 경우는 기약 표현이 아니므로, 이 경우 {\displaystyle n\in \mathbb {Z} ^{+}}이다.

## 참고 문헌
- Hua, Luogeng (1981). 《Starting with the unit circle》 (영어). Springer. ISBN 0-387-90589-8.

## 같이 보기
- 3차원 직교군